# لی اسمیت
لی اسمیت (انگلیسی: Lee Smith؛ زادهٔ ۱۹۶۰ میلادی) یک تدوین‌گر اهل استرالیا است.
از فیلم‌ها یا مجموعه‌های تلویزیونی که وی در آن‌ها نقش داشته است می‌توان به پلیس آهنی ۲، نمایش ترومن، دونکرک، راه بازگشت، تلقین، مردان ایکس: کلاس اول، شوالیه تاریکی برمی‌خیزد، ایلیسیم، بازی اندر، بین ستاره‌ای، اسپکتر، شوالیه تاریکی، پرستیژ، بتمن آغاز می‌کند، ناخدا و فرمانده: آخر دنیا، سیاه و سفید، ریسک و بی‌باک اشاره نمود.